# Severin Eisenberger

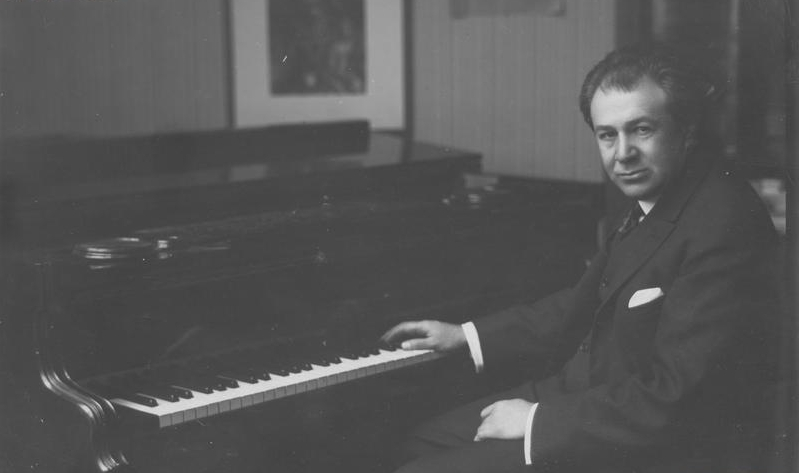
Severin Eisenberger.

Severin Eisenberger, född 25 juli 1879 i Kraków, död 11 december 1945 i New York, var en polsk pianist.
Eisenberger, som var lärjunge under Theodor Leschetizky, gjorde sig under talrika konsertresor känd som en virtuos och karaktärsfull pianist. År 1928 bosatte han sig i USA, där han fortsatte sin verksamhet.